# Edith Marvin
Pour les articles homonymes, voir Marvin.
Edith Mary Marvin (29 juillet 1872 - 20 mai 1958) est une inspectrice des écoles britannique.

## Biographie
Edith Deverell naît à Attington près de Tetsworth, dans l'Oxfordshire, en 1872. Ses parents, Mary Seymour et Alfred Deverell sont membres d'une Église protestante congrégationaliste. Son père est agriculteur et marchand de charbon. Elle est éduquée à domicile, puis dans une école privée de Weston-super-Mare. En 1892, elle est admise au Somerville College d'Oxford où elle obtient une mention bien aux examens d'histoire en 1895. Elle est l'une des sept membres fondatrices en 1894 des Associated Prigs, un groupe de discussion qui se réunit le dimanche soir. Les autres fondatrices sont notamment Mildred Pope et Eleanor Rathbone, Margery Fry et Hilda Oakeley sont également membres du groupe. L'université d'Oxford ne délivre pas de diplômes aux femmes à cette époque, et elle obtient en 1910 un master ad eundem de Trinity College de Dublin, comme d'autres Steamboat ladies.
Elle est assistante au Morley College, à Londres, de 1896 à 1898. Elle bénéficie d'une bourse de recherche à la London School of Economics de 1896 à 1898, puis au Somerville College en 1898-1899. Elle contribue à l'étude de l'économiste Arthur Lyon Bowley, sur le commerce et sur les salaires et revenus que celui-ci publie en 1900, sous l'intitulé Wages in the United Kingdom in the Nineteenth Century.
Elle est nommée inspectrice scolaire auxiliaire en 1900, pour le Board of Education, et est chargée d'inspecter les écoles de filles et les écoles maternelles, à Liverpool, puis à Londres. Elle demande que les enfants puissent courir ou marcher pendant leur pause matinale. Elle se marie le 25 juin 1904 à Tetsworth, avec Francis Sydney Marvin, inspecteur des instituts de formation des enseignants et membre dirigeant des positivistes anglais. Le couple a trois fils. Elle cesse ses activités professionnelles lorsque son mari est nommé à Leeds, tout en restant active au sein du National Council of Women of Great Britain. Elle demande que les enseignants soient formés en physiologie et que les femmes soient plus nombreuses dans le corps des inspecteurs scolaires ou comme chefs d'établissement. Elle participe au comité qui présente une pétition pour le suffrage des femmes diplômées au premier ministre libéral Henry Campbell-Bannerman en mai 1906.
Edith Marvin meurt à son domicile à Berkhamsted, dans le Hertfordshire, le 20 mai 1958.